# Магнітна (гора)
Гора Магнітна — гора на Південному Уралі, в межах Челябінської області РФ. Родовище магнітного залізняка — Магнітогорське родовище. Відкрите і заявлене наприкінці XVIII століття купцем Твердишевим і його компаньйоном М'ясниковим (заявка на родовище була подана в Оренбурзьку губернську канцелярію).

## Опис
Вершини гори Магнітної — Атач, Березова, Дальня, Узянська підносяться над степовою рівниною на висоту до 213 м (первинна висота 616 м). Руди родовища залягають на пологих схилах гори, або поблизу її вершин і являють собою відслонення розмитих виходів магматичних порід. Товщина покладів суцільної руди знаходилась в межах 5 — 15 м, а на вершині Узянській сягала 40 м; середній вміст заліза — 55 %.
У XVIII — XIX ст. була використана лише незначна частина родовища для потреб Бєлорєцького й Узянського заводів.
У 1930-х тут збудований завод-гігант — Магнітогорський металургійний комбінат, який повністю забезпечувався рудою з гори Магнітної.
Нині родовище значною мірою вичерпане, гора деформована.